# Rødberg
60°16′09″N 008°56′41″Ø / 60.26917°N 8.94472°Ø
Rødberg er en by og  administrationscenter  for Nore og Uvdal kommune i Viken fylke i Norge. I Rødberg ligger kraftstationen Nore 1, som får vand fra Tunhovdfjorden. Krafstationen ligger ved bredden af Rødbergdammen som er vandmagasin for kraftverket Nore 2 som ligger i Numedal.
Rødberg var endestation på den nu nedlagte Numedalsbanen.